# Reforma emancipadora del 1861 a Rússia

Els mugics escolten la proclamació del Manifest de l'Emancipació el 1861

La Reforma Emancipadora de 1861 a Rússia va ser la primera i més important de les reformes  liberals dutes a terme durant el govern del tsar Alexandre II de Rússia. La reforma va significar la liquidació de la dependència servil anteriorment soferta pels pagesos russos.
La base legal de la reforma va ser el Manifest d'Emancipació del tsar del 3 de març de 1861 (19 de febrer de 1861, al calendari julià), acompanyat per una sèrie de decrets legislatius sota el nom general de Disposicions dels camperols que surten de la servitud (rus: Положения о крестьянах выходящих из крепостной зависимости, transliterat Polojéniia o krestiànakh vikhodiàsxikh iz krepostnói zavíssimosti). El Manifest va atorgar drets complets de ciutadans lliures als serfs i va prescriure que els camperols serien capaços de comprar les terres dels propietaris.

## Rússia pre-reforma
L'Imperi Rus era una terra de pagesos, que conformaven almenys el 80% de la població total. Hi havia dues categories principals de camperols: aquells que vivien en terres de l'Estat i aquells que vivien en terres de propietaris privats. Només els últims eren serfs que, a més de les seves obligacions envers l'Estat, també estaven obligats amb l'amo de les terres, el qual tenia gran poder sobre les seves vides. A mitjan segle xix, menys de la meitat dels camperols russos eren serfs.
La població rural vivia en cases (dvorí, en singular dvor), reunides en llogarets (derevni, els poblats més grans eren anomenats seló), governades per un mir ('comunitat', o obsxina). Es tractava d'unitats aïllades, conservadores, en gran part autosuficients i autogovernades, dispersades al llarg del camp cada 10 km. Existien al voltant de 20 milions de dvorí en l'Imperi rus, el 40% dels quals tenia només de 6 a 10 persones.
L'assemblea dels mir, anomenada skhod (selski skhod), designava un сельский староста (selski stàrosta o cabdill del poble) i un писарь (píssar o escrivà) per bregar amb qualsevol assumpte extern. A l'interior del mir, les terres i els recursos eren compartits. Els camps eren dividits entre les famílies en un complex de franges de parcel·les distribuïdes d'acord amb la qualitat del sòl. Les franges eren periòdicament redistribuïdes a l'interior del derevni per produir millors condicions econòmiques, encara que a costa de l'eficiència real. Tot i que aquesta terra no era posseïda pel mir, la terra era la propietat legal dels aproximadament 100.000 terratinents (dvorianstvo o noblesa) i els habitants, com a serfs, no podien deixar la propietat on havien nascut. Els pagesos estaven obligats a fer pagaments regulars en treball i en béns. S'estima que, durant la primera meitat del segle xix, els terratinents prenien almenys un terç de l'ingrés i de la producció.
La necessitat d'una reforma urgent va ser entesa en la Rússia del segle xix, de manera que es van preparar diversos projectes de reformes d'emancipació per Mikhaïl Speranski, Nikolai Mordvínov i Pàvel Kisseliov, però, els seus esforços van ser frustrats pels conservadors o la noblesa reaccionària. En les gubèrnies de l'Oest, la servitud va ser abolida al principi del segle. A la Polònia russa, la servitud havia estat abolida abans de convertir-se en part de Rússia. La servitud va ser abolida a la Gubèrnia d'Estònia el 1816, a Curlàndia en 1817 i a Livònia el 1819. Però fins i tot en aquestes parts occidentals de l'imperi, els camperols encara estaven subjectes a diverses limitacions.

## Implementació
Tot i que ben planificada en la Reforma emancipadora del 1861, la reforma no va funcionar sense problemes. Les condicions del manifest van ser vistes com a inacceptables per molts camperols. Així, «en moltes localitats, els camperols es van negar a creure que el manifest era genuí. Hi havia disturbis i les tropes havien de ser cridades per dispersar les multituds molestes ». D'altra banda, es va pagar als terratinents i a la noblesa amb bons del govern i els seus deutes van ser eliminats abans que els diners fossin lliurats. Aviat, el valor dels bons va caure.

## Resultat
La legislació ni va alliberar els camperols d'excessives obligacions externes ni va arreglar en la seva majoria les seves restriccions socials i econòmiques. L'aplicació desigual de la legislació va deixar a molts camperols a la Polònia russa i el nord de Rússia lliures, però sense terres (batraks o jornalers), mentre que en altres àrees els camperols es va convertir en la majoria en propietaris de les terres de les seves províncies.